# Изгарка
Изгарка  (Изгар) — река в России, протекает по Татарстану.

## География и гидрология
Изгарка правобережный приток реки Малый Черемшан, её устье находится в 176 километрах от устья Малого Черемшана. Длина реки — 11 километров. Площадь водосборного бассейна — 92,3 км².

## Данные водного реестра
По данным государственного водного реестра России относится к Нижневолжскому бассейновому округу, водохозяйственный участок реки — Большой Черемшан от истока и до устья. Речной бассейн реки — Волга от верхнего Куйбышевского водохранилища до впадения в Каспий.
Код объекта в государственном водном реестре — 11010000412112100005107.